# النادي البحري الرياضي الكويتي
النادي البحري الرياضي الكويتي هو نادي كويتي تأسس في سنة 1965م ويمارس الأنشطة والرياضات البحرية وتقام له فعاليات كثيرة في التجديف والغوص وسباق السفن الشراعية والسباحة، يوجد النادي في مدينة السالمية ويفتح الساعة 6:30 صباحا على توقيت مدينة الكويت ويغلق الساعة 12:00 مساءا.

## التاريخ
بدأت الرغبة في تأسيس نادي بحري منذ عام 1963 من بعض الشباب الكويتي والكشافة البحرية ليحتضن رغباتهم بمزاولة الحرف والمهن الرياضية والبحرية وإحياء التراث البحري الكويتي ولشغل أوقات الفراغ، وعندما أخذت فكرة التأسيس تتبلور بشكل جدي عقد المؤسسون اجتماع في 20/12/1965 بديوان عبد الرحمن السالم، وقد تقدم المؤسسون وهم عبد العزيز غانم صقر القضيبي محمد عبد الرحمن السالم، مساعد احمد الحداد، حسين علي النجدي، عبد الرحيم مشاري الياقوت علي معرفي صفر، محمد علي غلوم الصراف، عبد الله فهد الرشيد، حسن محمد رجب أمين جاسم عبد الله النجادة، محمد مبارك البنوان، عبد الرحمن عبد العزيز المضاحكة، أنور عبد الله النوري بطلب إلى وكيل وزارة الشؤون الاجتماعية لتأسيس وإشهار النادي باسم النادي البحري الكويتي، ووافقت الوزارة على طلب المؤسسين وصدر قرار الإشهار 12 فبراير 1966 وتحت رقم 39-أندية وجمعيات نفع عام.
وتم اختيار مجلس تأسيسي ضم كلا من: عبد المحسن غانم صقر القضيبي وعبد الرحمن عبد العزيز المضاحكة ومحمد عبد الرحمن السالم وحسن محمد رجب أمين وأنور عبد الله النوري وعلي معرفي صفر ومساعد أحمد الحداد وحسين علي النجدي وعبد الرحيم مشاري الياقوت.
وفى 25 يوليو عام 1967 أجريت أول أنتخابات رسمية للنادي بعد التأسيس لأختيار مجلس إدارة منتخب ومدته سنة واحدة ويضم في عضويته تسعة أعضاء فقط بناء على القانون الأساسي للنادي.
وقد عقد الاجتماع في ثانوية الشويخ وتم غيه انتخاب أول مجلس إدارة برئاسة جاسم محمد الخرافي وبحضور 46 عضوا انضموا للنادي بعد اشهاره.
وسبق وأن صدر القرار الوزاري رقم 25 لسنة 1975 بتعديل اسم النادي من “النادي البحري الكويتي” إلى النادي البحري الرياضي الكويتي حتى يتثنى للنادي أن يعامل معاملة بقية الأندية الرياضية من حيث الميزانية والمعونة والاشراف.

## مجلس الإدارة
- فهد أحمد الفهد (رئيس المجلس)
- أحمد عبد الله حمد الغانم (نائب رئيس المجلس)
- خالد محمد عبد الله الفودري (أمين السر العام)
- فيصل عبد الله محمد القيصر (أمين الصندوق)
- محمد أحمد عبد الرحمن الفارسي (أمين السر المساعد)
- محمود علي أبو القاسم (أمين الصندوق المساعد)
- علي أحمد القبذي (عضو)
- محمد حمزة عباس (عضو)
- احمد عبد السلام الفيلكاوي (عضو)
- علي عباس الشمالي (عضو)
- حسين محمود دشتي (عضو)[3]

## اللجان

### لجنة العلاقات العامة
أولى مجلس الإدارة اهتمامه الكبير لدعم هذه اللجنة وتخصيص مقر خاص لها إلى جانب دعمها بميزانية مناسبة لتغطية كافة احتياجاتها.
الإنجازات
- حرصت اللجنة على التفاعل مع المناسبات وقد صدر عنها رزنامه متميزة اشتملت على تقويم العام الميلادي 2016 ومواعيد الامتحانات والاجازات والعطل كما صدر عنها امساكية لشهر رمضان المبارك.
- شاركت اللجنة في إعداد الكتيبات والملصقات الخاصة بالأنشطة وبرامج اللجان.
- المساهمة في نشر أخبار النادي عبر الصحف ووسائل الاعلام.
- المساهمة في إعداد المطبوعات الورقية الخاصة بسكرتارية مجلس الإدارة وقسم الاشتراكات واللجان.
- المساهمة في رفع برقيات مجلس الإدارة إلى الجهات المعنية.
- المساهمة في توفير الوسائل السمعية والبصرية والفوتوغرافية لكافة مناسبات النادي وبرامجه إلى جانب المساهمة في التعليق والتغطية.
- تعزيز العلاقة بين النادي ورجال الصحافة والاعلام، والرد على كافة الشكاوى والتساؤلات الواردة عبر الصحف عن النادي.
- واصلت اللجنة نشاطها في مجال تعزيز علاقات النادي مع كافة الشركات والمؤسسات الحكومية والأهلية وذلك لفتح مجال الاستثمار بما يخدم النادي والمؤسسات المستفيدة.
- حرصت اللجنة على تزويد العديد من الجهات والوزارات بالاصدارات والمطبوعات الصادرة عن النادي.[4]

### اللجنة الثقافية والاجتماعية
اشتمل نشاط اللجنة على إقامة وتنظيم الحفلات المتنوعة والبرامج الاجتماعية والترفيهية والمهرجانات إلى جانب تكثيف الأنشطة المتعلقة ببرامج الأطفال وتنظيم المسابقات الفنية ذات الألعاب الإلكترونية والشعبية ومسابقات البحر، ومن البرامج والأنشطة التي قدمتها اللجنة الثقافية والاجتماعية في الفترة الماضية:
أنشطة شهر رمضان
حرصاً من اللجنة على غرس القيم والاخلاق الحميدة والعادات والتقاليد الكويتية الأصيلة اهتمت اللجنة بالمناسبات الدينية وأقامت ضمن أنشطتها المتعددة ومن ضمن أبرز أنشطة برنامج شهر رمضان المبارك واشتمل البرنامج على ليلة كويتية مسابقات الأكلات الرمضانية الشعبية مسابقة الألعاب الشـعبية للرجال، وفي منتصف شهر رمضان أقيم برنامج ليلة القرقيعان وابو طبيلة وشارك في هذين البرنامجين عدد كبير من أعضاء النادي وضيوفهم ووزعت الهدايا والجوائز على جميع المشاركين.
الأنشطة الوطنية
شاركت اللجنة في العديد من الفعاليات الوطنية خلال احتفالات الكويت بالعيد الوطني وذكرى يوم التحرير، فيما نظمت حفلا شعبيا ساهرا يوم الجمعة 11 فبراير 2015 بمشاركة مجموعة من الفنانين من الكويت ومن مصر وحضره السفير المصري وأعضاء السلك الدبلوماسي المصري وبعض الشخصيات العامة الوطنية مع جمعية أحباء مصر.
الأنشطة التربوية
أقامت اللجنة حفل تكريم أبناء النادي من المتفوقين دراسيا في جميع المراحل للعام الدراسي 2014 / 2015 تحت رعاية رئيسة النادي الفخرية الشيخة د.سعاد الصباح ،وقد تم توزيع الجوائز الثمينة المقدمة منها وشهادات التقدير على الطلبة المتفوقين.
الأنشطة الترفيهية
أقامت اللجنة مهرجان عطلة الربيع اشتمل على تقديم حفلات أسبوعية فيما حرصت اللجنة على استمرار تنظيمها لملتقى العائلات بمشاركة الفرق الفنية وإقامة خيمة شتوية قي حديقة النادي ،كما أقامت اللجنة عدداً من المهرجانات والحفلات والتي شارك فيها عدداً من الفرق الموسيقية والمطربين وبعض الفقرات الشعبية كاللبنانية والمصرية والخليجية مع مشاركة عائلات أعضاء النادي في المسابقات والأنشطة التي أقيمت على هامش المهرجانات والحفلات خلال عطلة نهاية كل أسبوع.
الأنشطة الثقافية
شاركت اللجنة في الدوري الثقافي للأندية الرياضية الشاملة والمتخصصة الذي نظمته الهيئة العامة للرياضة.
الأنشطة المختلفة
قامت اللجنة الثقافية بالاشراف على الوفود الزائرة إلى النادي من الخارج ومشاركتهم في تنظيم برامجهم، وكذلك مشاركة الرحلات المدرسية التي تقوم بزيارة النادي من خلال اقامة مهرجان ترفيهي لهم وتوفير سبل الراحة إلى جميع الاعمار وتقوم اللجنة بمتابعة الاحتفالات والمهرجانات والمسابقات الخاصة في النادي التي تخص كل من التراث البحري واللجنة البحرية ولجنة الشراع والتجديف والكاياك والسباحة ومهرجان الغوص السنوي.

### لجنة الشراع والتجديف والكاياك
احتضن النادي رياضات الشراع والتجديف والكاياك من واقع دوره ومساهماته في تشجيع الألعاب البحرية الحديثة وتهيئة الوسائل وتوفير السبل لمحبي وهواة هذه الرياضة لممارستها فقد وفر النادي كافة الاحتياجات وسخر كافة الامكانات من خلال تخصيص جهاز تدريبي وتوفير القوارب والمعدات وكافة المتطلبات التي تحتاجها هذه الألعاب حتى استطاع أن يشكل فرقا بارزة شاركت في العديد من البطولات والمسابقات، ومن أبرز أنشطة لجنة الشراع والتجديف والكاياك ما يلي:
الشراع
شارك فريق النادي في بطولة مملكة البحرين التي أقيمت في الفترة من 26 إلى 30 يونيو 2012، وحصل اللاعب علي بوحمد على المركز الثاني في صنف ليزر راديال، وشارك الفريق في بطولة أسبوع الشراع بالمغرب بفريق مكون من 8 لاعبين وذلك في الفترة من 23 إلى 29 أغسطس 2012، وفاز اللاعب علي بوحمد بالمركز الثالث في صنف الراديال بينما حقق زميله سالم قلي المركز الرابع بنفس الصنف وشارك الفريق في بطولة اسكندرية التي أقيمت في الفترة من 15 إلى 21 سبتمبر 2012 بلاعب واحد في فئة اوبتمست و3 لاعبين في فئة راديال، ونظم النادي بطولة الكويت الدولية للقوارب الشراعية في الفترة من 6 إلى 8 ديسمبر 2012 بمشاركة عدد كبير من الدول الخليجية والعربية والأوروبية والآسيوية، وحصل اللاعب علي بوحمد المركز الثالث في صنف الليزر راديال، وحصل نايف الهدة ومحمد بستكي على المركز الأول لصنف كاتا ماران، وفاز عبد العزيز الصعيب بالمركز الثالث لصنف الاوبتمست وشارك الفريق في بطولة مملكة البحرين التي أقيمت في الفترة من 12 إلى 17 ديسمبر 2012 وذلك بعدد خمسة لاعبين، وشارك النادي في بطولة قطر الدولية للقوارب الشراعية التي أقيمت في الفترة من 19 إلى 23 يناير 2013، وحصل اللاعب علي بوحمد على المركز الثاني في صنف الراديال، شارك الفريق في بطولة مجلس التعاون لدول الخليج العربية التي أقيمت في الفترة من 27 إلى 29 مارس 2013 بعدد 4 لاعبين ليزر راديال ولاعبين 4,7، ونظم النادي بالتعاون مع مركز عبد الله السالم لإعداد القادة دورة مدربي الشراع في الفترة من 10 إلى 14 مارس 2013 بحضور محاضر دولي من تونس السيد عبد الكريم درويش ولمدة خمسة أيام بمشاركة عدد من المدربين واللاعبين بالنادي.
التجديف
شارك الفريق الكويتي للتجديف في البطولة العربية التي أقيمت في تونس في التفرة من 11 إلى 13 أكتوبر 2012، وتم تنظيم بطولة العيد الوطني والتحرير بمقر اللجنة بالمسيلة خلال شهر فبراير 2013، ونظم النادي بالتعاون مع مركز عبد الله السالم لإعداد القادة دورة للمدربين في الفترة من 3 إلى 5 فبراير 2013 بحضور محاضر دولي رئيس لجنة التحكيم الدولي بالاتحاد الدولي للتجديف، وشارك الفريق في بطولة اسكندرية المفتوحة التي أقيمت في الفترة من 21 إلى 25 فبراير 2013 وقد حقق نتائج متقدمة من خلال فوز عبد الرحمن أحمد الصفران على المركز الأول في 500م سباق فردي خفيف وحصول محمد محمود سبتي على المركز الأول في سباق فردي مفتوح500م، وحصول حسين علي فاضل وعبد العزيز خالد الكندري على المركز الثاني في زوجي مزدوجة خفيف 2000م، وحصول كل من محمد سعود ربيع وأحمد عبد الله محمد وحسين علي فاضل وعبد الرحمن فرج على المركز الثالث في رباعي مفتوح 2000م
الكاياك
شارك فريق الكاياك في معسكر وبطولة أندية أوروبا الثالثة – بلغاريا التي أقيمت في الفترة من 4 إلى 19 يوليو 2012 بعدد 6 لاعبين وجاءت نتائج الفريق كالتالي: المركز الثالث فردي 500م اللاعب حسين مختار، ونظم النادي حالياً بالتعاون مع مركز عبد الله السالم لإعداد القادة دورة مدربي الكاياك وذلك في الفترة من 17 مارس 2013 بحضور محاضر من البرتغال محاضر الكاياك الدولي ولمدة خمسة أيام.

### اللجنة المائية
أولى مجلس الإدارة اهتمامه الكبير بالأنشطة البحرية في النادي من خلال اللجنة المائية للسباحة واللجنة البحرية لسباقات الدراجات المائية ولجنة الشراع والتجديف ،وقد حرص المجلس على دعم هذه اللجان بصفتها مسؤولة عن إعداد وتنظيم البطولات والمسابقات وكافة الألعاب الرياضية المتعلقة بالبحر وقد شكلت هذه اللجان فرقًا لها في مجال ألعاب السباحة والقوارب الشراعية والتجديف والكاياك والدراجات المائـية والتزلج على الماء والألواح الشراعية فيما تم توفير المعدات اللازمة للتدريب وتسخير كافة الامكانات للمشاركة في المسابقات المحلية والخارجية.
السباحة والغطس
واصل فريق السباحة والغطس في النادي مشاركاته العديدة في البطولات المحلية المختلفة فيما تم ضم عدد من لاعبي الفريق إلى المنتخب، وقد تم التركيز من قبل النادي على ضم وتأهيل البراعم كنظرة مستقبلية ولتعزيز المراحل السنية بمواهب تساهم في تحقيق البطولات وتحطيم الأرقام وفي دعم المنتخبات الوطنية، وقد تم ضم عدد كبير من لاعبي النادي إلى المنتخبات الوطنية وكانت لهم مساهماتهم في تحقيق النتائج المشرفة وتحطيم الأرقام القياسية، فيما شارك النادي في جميع البطولات الخاصة بالاتحاد الكويتي للسباحة مع مراعاة اعتماد فريقي السباحة والغطس على البراعم.
فريق السباحة
ضم فريق السباحة عدد 3 سباحين مواليد 2005 إلى المنتخب الوطني.
أقام النادي معسكرا خارجيا في دبي لمدة 20 يوماً بتاريخ 1 إلى 20 أغسطس 2015 في دبي واشتمل المعسكر على برنامج تدريبي وترفيهي للاعبين وذلك لرفع الروح المعنوية للاعب وجعله يبذل أقصى جهد للوصول إلى مستوى أفضل وقام الفريق بإجراء لقاء ودي مع نادي الوصل بدبي وحقق ميداليات متنوعة ومراكز متقدمة.
شارك فريق السباحة البطولات التنشيطية التي أقامها الاتحاد استعداداً للبطولة العامة وظهر بمستوى مختلف وحقق مراكز متقدمة.
شارك النادي في البطولة العامة للسباحة 2015 التي أقيمت على حوض النادي العربي في الفترة من 14 إبريل حتى 7 مايو 2015
شارك النادي في البطولة العامة للسباحة بجميع السباحين في جميع المراحل السنية وحقق المركز الثاني على مستوى الكويت في مرحلة 10 سنوات مواليد 2005، كما شارك في الأعمار من 11 سنة إلى العمومي وحقق ميداليات عديدة ومراكز متقدمة ومتميزة، فيما أحرز الفريق عدد من الميداليات منها البرونزية والفضية والذهبية، وشارك فريق السباحة للاشتراك في البطولة العامة للسباحة التي ينظمها الاتحاد الكويتي للسباحة لجميع المراحل السنية التي تحسب ضمن التفوق العام لعام 2016م.
فريق الغطس
فريق الغطس في النادي وعلى الرغم من صغر سن اللاعبين إلا أنه حقق إنجازات عديدة وقد شارك الفريق في البطولات التنشيطية التي أقامها الاتحاد الكويتي للسباحة وظهر بمستوى متقدم وحقق مراكز متقدمة.
شارك الفريق في البطولات العامة للغطس التي أقيمت بالنادي العربي بمجمع أحواض السباحة في الفترة من 22/3/2015 وحتى 20/4/2015 وقد حقق مراكز متقدمة في بعض المراحل السنية نظراً لقلة عدد اللاعبين في هذه الفترة.
شارك فريق الغطس في البطولة العامة للغطس لعام 2016.
يقوم فريق الغطس بالتدريب خارج النادي في الصالات المغلقة خلاف التدريب بحوض السباحة بالنادي البحري الرياضي الكويتي.

### اللجنة الرياضية
يعتبر النادي البحري الرياضي الكويتي من أبرز الأندية المحلية وأحد روادها في مجال بعض الألعاب الرياضية رغم الامكانات المتواضعة وافتقاره للملاعب الأولمبية المناسبة وقد حرص مجلس الإدارة على توفير كافة الفرص وتسخير كافة الامكانات لكل لعبة رياضية مع التركيز على جذب اللاعبين وتوفير كافة الخدمات المناسبة لهم كوسائل المواصلات والملابس والادوات الرياضية ودروس التقوية ومنحهم الحوافز المادية المشجعة وتذليل كافة الصعاب والمشكلات المستجدة بالإضافة إلى حفل التكريم السنوي في نهاية كل عام.
المسابقات الرياضية
واصلت اللجنة الرياضية في النادي نشاطها السنوي الحافل من خلال تنظيم العديد من البطولات والمباريات على مستوى الجنسين وللشباب والناشئين وذلك في ألعاب كرة السلة وتنس الطاولة وكرة القدم والبيبي فوت، ومن أبرز أنشطة اللجنة إقامة المهرجان الشتوي الرياضي، وبطولات العيد الوطني ويوم التحرير.